# Sola Fosudo
Sola Fosudo es un dramaturgo, académico, crítico, actor y director de cine nigeriano.

## Biografía
Fosudo nació en 1958 y es oriundo del estado de Lagos. Se formó como dramaturgo en la Universidad Obafemi Awolowo y la Universidad de Ibadán, donde obtuvo una maestría en arte dramático. Ha presentado y dirigido diversas películas nigerianas. Es el jefe del Departamento de Arte Teatral de la Universidad Estatal de Lagos y director de información de la universidad.

## Filmografía seleccionada
- True Confession
- Glamour Girls I
- Rituals
- Strange Ordeal
- Iyawo Alhaji
- Family on Fire (2011)